# 569 a.C.
Il 569 a.C. (DLXIX a.C. in numeri romani) è un anno  del VI secolo a.C.